# 西里西亚号战列舰
西里西亚号战列舰是德意志帝国海军于1904年至1906年间建造的五艘德国级前无畏战列舰之一，以普鲁士时期的省份西里西亚命名。它于1904年11月19日在但泽的希肖船厂开始龙骨架设，1906年5月28日下水，并于1908年5月5日交付海军使用。舰只装备有四门280毫米主炮，最高航速为18節（33每小時）。其所在的舰级在入役之初便已沦为过时，无论在尺寸、装甲、火力和速度上都不如英国革命性的“全装重型火炮”战列舰无畏号。
入役后，西里西亚号先是被编入公海舰队的第一战列分舰队，其后又转编至第二战列分舰队。在早期的服役生涯中，它主要参与训练巡航和舰队演习。该舰于第一次世界大战的头两年一直跟随舰队服役，在1916年5月31日至6月1日爆发的日德兰海战中，它也短暂参与了战斗。日德兰之后，帝国海军将西里西亚号降格担当警戒值勤，直至1917年才完全将其撤出前线，转而成为一艘训练舰。《凡尔赛条约》允许德国海军保留八艘老式战列舰用于沿海防御，其中便包括西里西亚号。它最初一直处于储备状态，至1920年代中期进行了现代化改造，继而投入
重组后的魏玛国家海军服役。
西里西亚号在第二次世界大战期间也参与了有限的战斗，于1939年9月入侵波兰时短暂炮击了波兰军队。在1940年的威悉演习行动中，它则负责护送扫雷艇入侵挪威和丹麦。行动结束后，西里西亚号被赋予次要职责，主要担任训练舰和破冰船。至服役生涯的晚期，它还在波罗的海沿岸提供火力支援。1945年4月3日，西里西亚号在驶离斯维内明德时不慎触雷并被拖回港口，它在那里被其船员自行凿沉于浅水区，但其舰艛大部、包括主炮仍露出水面。在战争剩余的日子里，西里西亚号仍可利用它的高射炮保护城市免受空袭。战后，该舰被原地拆解报废，但舰体的部分残余直至1970年代仍然可见。

## 建造

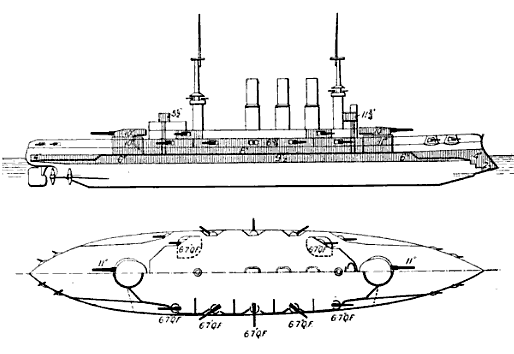
德国级舰只线条画

1900年，时任国家海军办公室国务秘书的海军中将阿尔弗雷德·冯·提尔皮茨促成第二部《德国舰队法》的通过，为接下来十七年新建20艘战列舰提供了资金保障。第一批是五艘不伦瑞克级战列舰，于20世纪初开始建造；此后不久，设计工作进行了后续改进，成为德国级。德国级舰只与不伦瑞克级大体相似，惟装甲防护有所改进。它们还弃用了用于支承副炮的翼炮塔，并将副炮安置在传统的炮廓内，以节省重量。然而，随着装备了十门12英寸（300）主炮的英国战列舰无畏号于1906年12月入役，其革命性设计使得当时德意志帝国海军的所有主力舰都沦为二流，其中便包括西里西亚号。
西里西亚号的全长为127.6米，有22.2米的舷宽和8.21的吃水深度。其标准排水量为13191吨，满载排水量可达14218吨。舰只配备了三台三胀式蒸汽机和十二台燃煤水管锅炉，额定功率为13,918千瓦特（18,664匹指示馬力），最高速度为18.5節（34.3每小時）。西里西亚号不仅是同级中航速最快的，也是最省燃料的成员之一。在10節（19每小時）的巡航速度下，它可以航行最多4,770海里（8,830）。其标准船员编制为35名军官及708名水兵。
舰只的的主舰炮为安装在两座双联装炮塔内的四门280毫米40倍径速射炮。副炮则由十四门独立安装在舰舯炮廓内的170毫米40倍径速射炮组成。另有单架安装的二十二门88毫米35倍径速射炮主要用作防御鱼雷艇。此外，该舰还配备了六具450毫米鱼雷发射管，其中艏、艉两端各一具，两边舷侧各两具，均置于船体的水下部分。舰只受到克虏伯生产的渗碳装甲保护。其装甲带在舰舯堡垒的厚度为240毫米，用于保护其弹药舱及轮机舱，而船体两端则覆以较薄的板材。它的的主甲板装甲厚度为40毫米，主炮炮塔的装甲则有280毫米厚。

## 服役历史
西里西亚号是作为新增编入舰队的成员由德意志帝国海军于1904年6月11日以合同代号“R”进行订购。它于11月19日在但泽的希肖船厂开始进行龙骨架设，至1906年5月28日下水。在下水仪式上，由普莱斯公爵夫人玛蒂尔德主持为舰只冠以“西里西亚”之名，而时任西里西亚省最高行政长官的罗伯特·冯·策德利茨-特吕奇勒也发表了演说。1908年3月，一名船厂员工将西里西亚号转移至基尔，以进行最后的舾装。它于5月5日入役并计划投入海试。但海试时间从7月6日被推迟至9月5日，因当时该舰被临时充当鱼雷测试船，以代替必须回到旱坞进行大修的防护巡洋舰菲内塔号。9月初，随着菲内塔号完成大修，西里西亚号得以加入活动舰队（后改称公海舰队）。它于9月22日完成了满编人员配置，随后被部署至第一战列分舰队。
活动舰队的舰艇于1909年7月7日至8月1日展开了一次进入大西洋的巡航。当返回德国的途中，它们在斯皮特黑德受到英国皇家海军的接待。同年年底，海军中将亨宁·冯·霍尔岑多夫成为活动舰队新任总司令。由于最新的水下武器造成的威胁与日俱增，以及新的拿骚级战列舰太宽而无法通过威廉皇帝运河，他作为舰队司令的任期内以战略试验为标志。为此，舰队于1910年4月1日将驻地从基尔转移至威廉港。同年5月，西里西亚号参加了在丹麦与挪威之间的卡特加特海峡举行的舰队训练。这些都符合霍尔岑多夫的战略，他设想将皇家海军吸引至当地的狭窄水域。年度的夏季巡航前往挪威，随后进行了舰队训练，期间于8月29日在但泽举行了海上阅兵。年底，它们又前往波罗的海进行了一次训练巡航。
1911年3月，舰队在斯卡格拉克和卡特加特海峡进行演习。6月和7月，西里西亚号随舰队余部在基尔分别接见了英国和美国的海军分舰队。同年的秋季巡航仅限于驶至波罗的海和卡特加特海峡。舰队在演习期间还为来访的奥匈帝国使团举办了另外一次海上阅兵，检阅者包括奥匈皇储弗朗茨·斐迪南大公及海军总司令鲁道夫·蒙特库科利。1911年11月3日，西里西亚号被转配至其姊妹舰所在第二战列分舰队；同时，它也被召回第二分舰队的驻地基尔。在1912年中期，由于阿加迪尔危机，夏季巡航仅限于波罗的海，以避免在与英国和法国的紧张局势加剧期间暴露舰队。此后，舰队于8月至9月举行了年度秋季演习。进入波罗的海的冬季巡航则跟随于年底进行。1913年也遵循类似的活动模式。1914年7月14日，前往挪威的年度夏季巡航启动。但七月危机期间的战争威胁使得德皇威廉二世在仅仅两周后便提前结束了巡航，舰队于7月底回到港口，为战争做准备。8月4日午夜，英国以德国侵犯了比利时的中立地位为由，正式对德宣战。

### 第一次世界大战
西里西亚号于战争的头两年一直跟随公海舰队服役。在冲突爆发之初，该舰曾被部署至德意志湾担任防卫值勤。之后，它重返公海舰队，为1914年12月15－16日对突袭斯卡布罗、哈特尔浦及惠特比的大巡洋舰群提供护掩护。在这次行动中，由十二艘无畏舰和八艘前无畏舰组成的德国战列舰编队一度驶至距离英国一个孤立分舰队的六艘战列舰约10海里（19）的范围内。然而，与对方其它驱逐舰之间在黑暗中的零星冲突使得公海舰队时任总司令、海军上将腓特烈·馮·英格諾爾误判自己面对的是整个大舰队主力。根据德皇威廉二世的命令，为避免不必要的冒险，英格诺尔中断了交战并调转战列舰返回德国。1915年4月17－18日和21－23日，舰队的两次出击均无果而终。类似的第三次行动发生于5月17－18日，第四次则是10月23－24日。1916年3月，西里西亚号一度被委任作U艇的靶舰。4月24－25日，西里西亚号及其姊妹舰又加入了公海舰队的无畏舰群，以支援再度受命突袭英格兰海岸的第一侦察集群。在前预定目标的途中，大巡洋舰塞德利茨号因不慎触雷而被迫提前返航，其余舰只则继续执行任务。由于能见度不佳，大巡洋舰仅对雅茅斯和洛斯托夫特的港口进行了短暂的炮击。行动亦很快被叫停，并在英国舰队尚未及拦截前离开。在波罗的海进行的分舰队演习随后于5月11日至22日展开。

#### 日德兰海战

英国（蓝）及德国（红）舰队于日德兰海战的主要调遣图

海军上将赖因哈德·舍尔作为公海舰队的新任总司令，计划立即发动进入北海的另一轮袭击，但塞德利茨号的损坏和第三战列分舰队几艘无畏舰的冷凝器故障导致计划被迫推迟至1916年5月底。西里西亚号此时是第二战列分舰队第四支队的第二艘舰，受海军少将弗朗茨·毛弗指挥，位居德国战列线的后方。在随后的行动中，西里西亚号身处战列线的倒数第二艘舰，仅领先于其姊妹舰石勒苏益格-荷尔斯泰因号。在“向北疾行”期间，舍尔下令舰队全速追击正在撤退的英国第5战列分舰队。西里西亚号及其姊妹舰的速度明显不如更快的无畏舰，并迅速落后。至19:30，大舰队已经抵达现场，面对舍尔具有明显的数量优势。公海舰队的机动性受到航速较慢的德国级舰只的影响而严重受阻；如果舍尔下令立即转向往德国，他将不得不牺牲速度较慢的舰只才能顺利逃脱。
舍尔决定用“掉头交战”来逆转舰队的航向，这一机动要求德军战列线上的每一艘舰同时转向180度。由于落在后方，第二战列分舰队难以在调转后遵循新的航向。因此，西里西亚号及其分舰队的另外五艘舰都已经脱离了德国战列线。毛弗曾考虑将他的舰只移动至战列线尾端，跟随在第三战列分舰队的无畏舰之后；但当他意识到此举将会对弗朗茨·冯·希佩尔将军麾下的大巡洋舰机动造成干扰后，他决定取消这项移动。作为替代，毛弗试图将其舰只置于战列线的最前端。
在战斗首日晚些时候，处境窘迫的第一侦察集群大巡洋舰遭到了其英国同行的追击。西里西亚号和其它所谓的“五分钟舰”遂通过在对方战列巡洋分舰队之间穿行来提供支援。西里西亚号及其姊妹舰在黑暗中几乎无法辨认目标。由于能见度低，他们的射击效果不佳。英国战列巡洋舰则对德国舰只取得了几次命中；在短暂的混战中，一枚大口径炮弹近距脱靶所激起的水沫连同弹壳碎片落在西里西亚号的甲板上，造成1人死亡及1人受伤。毛弗认为继续与更强大的战列巡洋舰交战是不明智的，遂下令向南转舵8点离开，英国人没有进一步跟随。
5月31日深夜，舰队组成夜间巡航阵型返回德国；西里西亚号与石勒苏益格-荷尔斯泰因号两艘战列舰落在遭到重创的大巡洋舰冯·德·坦恩号和德夫林格号之后，位居德国战列线的末端。期间英国驱逐舰曾向舰队发动了一系列攻击，其中部分是针对西里西亚号。尽管如此，公海舰队还是成功突破了英国的驱逐舰群，并于6月1日凌晨04:00抵达犄角礁。数小时后，舰队进一步抵达威廉港，并由未受损的拿骚级和黑尔戈兰级无畏舰在锚区外围组成防御阵位。

#### 后续战时服役
日德兰之后，西里西亚号及其幸存的三艘姊妹舰重返易北河口担当警戒值勤，并于6月至7月再次成为德国U艇的鱼雷靶舰。日德兰的经验表明，老旧的前无畏舰在与无畏舰的海战中已无立足之地，因此当8月18日公海舰队再次出击时，它们被留在了后方。从1917年1月31日至2月9日，西里西亚号在丹尼斯海峡担任警戒舰和破冰船，之后返回易北河。从5月2日到6月8日，它在波罗的海再度充当靶舰。该舰在易北河的警戒舰职责于7月27日结束，当时她撤出现役并改装成一艘训练船，用于训练轮机舱人员和新兵。它于1917年8月20日至1918年4月16日担任此角色。
1918年4月下旬，西里西亚号被带进位于威廉港的帝国船厂旱坞，将被改装为海军学员的训练船。该舰的主炮和副炮均被拆除，以便在岸上使用，舰上转而装备了105毫米炮和88毫米炮。至1918年11月，它已经在波罗的海进行了数次训练巡航；而在战争末期的基尔兵变期间，它则身处基尔。11月5日，尽管港口内的其他大多数舰艇都已升起象征革命的红旗，但该舰仍然悬挂着德意志帝国海军旗出港。西里西亚号最初前往弗伦斯堡，但兵变已经蔓延到当地，因此根据国家海军办公室的命令，它改为驶向斯维内明德。在那里，时任舰长、海军中校胡戈·冯·瓦尔代尔-哈茨于11月10日降下军旗，让他的舰只停止服役。他和船员们则留在舰上，于11月14日将西里西亚号驶回基尔，并于11月20日在当地退役。舰只随后又被短暂地用作训练学员操作锅炉和发动机；至12月1日才再度除役。

### 战间期

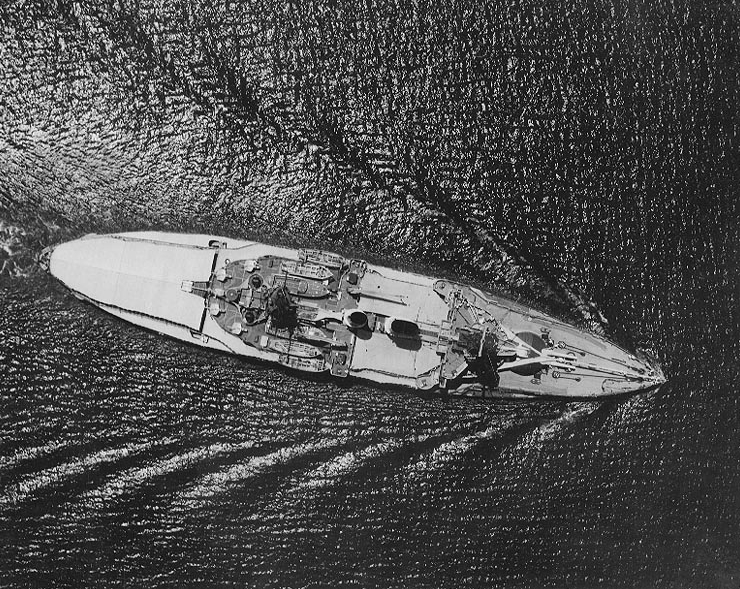
正通过巴拿马运河的西里西亚号

在第一次世界大战中战败后，德国与协约国签订了《凡尔赛条约》，德意志帝国海军改组为国家海军。根据条款第181项，新海军获准保留八艘前无畏舰，其中两艘将作为岸防储备。西里西亚号是根据条约条款保留的舰只之一，但最初仅作为储备，因其仍然携带的武器只剩105毫米和88毫米炮。到1920年代中期，仍在服役的两艘战列舰不伦瑞克号和汉诺威号已经破旧不堪，需要更换。然而，旧战列舰的替代者——德国级装甲舰在短期之内都无法准备好，因此国家海军决定于1926－1927年对西里西亚号进行重新武装和现代化改造。它重新装备了原本的280毫米炮，并在旧的170毫米炮廓中安装了全新的150毫米炮作为副炮。改造工程还包括拆除前桅烟囱，并将相关的锅炉引入一副扩大的烟囱，以及安装一个新的重型单杆桅。工程于1927年3月1日完成，进而由前汉诺威号的船员换编登舰服役。
与舰队余部会合后，西里西亚号成为海军北海司令、后升任战列舰司令的海军少将亚历山大·韦特的旗舰，并以威廉港为驻地。1927年5月，时任德国总统的保罗·冯·兴登堡来到威廉港视察舰队。与战前一样，年度舰队演习都在8月和9月进行，至9月14日在兴登堡的海上阅兵中结束。海军少将威廉·普伦策尔于9月29日接替了韦特的职位，但他于1928年10月又被瓦尔特·弗朗茨少将取代。在1928年的进程中，西里西亚号于7月参加了一次舰队巡航，并于8月与旧式铁甲舰、此时已成为靶舰的巴登号在大西洋上进行射击训练。下一次大西洋巡航接下来是在1929年4月和5月举行。1930年2月，弗朗茨已经获晋升为海军中将，他将该部队的指挥权移交予海军少将理夏德·弗尔斯特。从4月3日至6月6日，西里西亚号独自踏上了前往地中海的大型巡航训练，期间它曾到访西西里岛的墨西拿，舰上的高级军官还在当地会见了意大利国王维托里奥·埃马努埃莱三世。
1931年6月，西里西亚号出访挪威。1932年9月，弗尔斯特的职位被海军准将马克斯·巴斯蒂安接替，与此同时，后来的“阿勃韦尔”主管、海军上校威廉·卡纳里斯接掌了该舰的指挥权，并在此后的两年间都担任这一职务。西里西亚号于1933年1月再次前往大西洋，其中包括1月6日至9日在冰岛停留。1933年12月10日，新型装甲舰德国号取代西里西亚号成为战列舰司令的旗舰。后者于1935年2月18日至4月8日被重新改装为军校学员训练舰，并于9月30日被正式从舰队序列中除籍。改装内容包括安装额外的高射炮和更换舰上的锅炉。新的锅炉效率更高，使用数量更少；由此腾出的空间被用作学员的宿营舱和教学室。船员编制也发生了变化：原标准编制为35名军官和708名士兵；改造后，这一数字减少为29名军官和559名士兵，再辅以214名学员。在接下来的三年中，西里西亚号作为培训督学的一部分，展开了数次海外训练巡航。第一次从1935年12月1日持续至1936年2月29日，前往大西洋中部的佛得角。回到德国后，它完成了更多的现代化改造工程，并于1936年10月12日至1937年4月22日期间游历了北美洲、中美洲和南美洲。进一步的巡航随后分别于1937年10月、1938年4月和1939年3月展开。在此期间，其最后的燃煤锅炉也被替换成燃油锅炉。

### 第二次世界大战

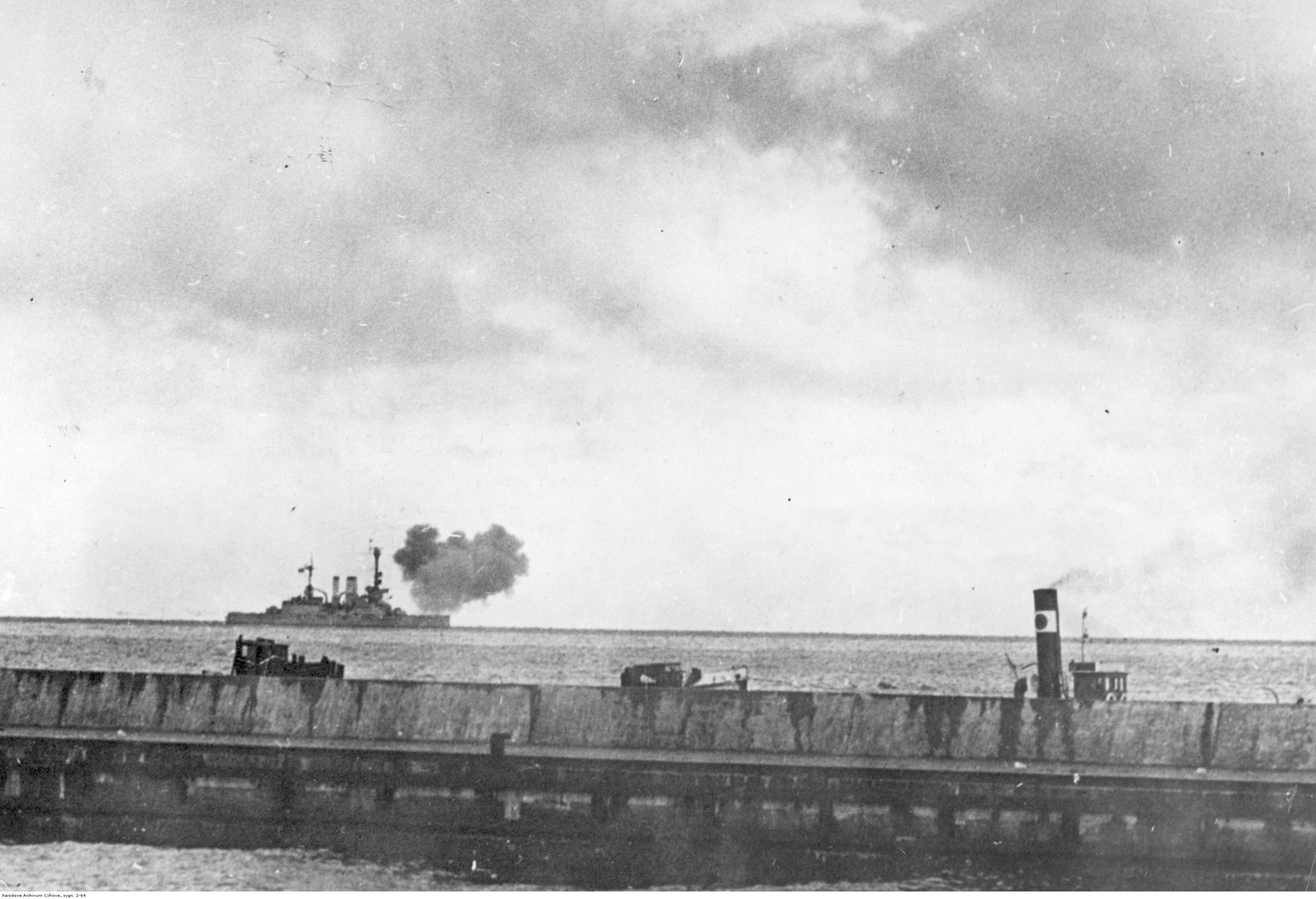
西里西亚号向海尔要塞区开火

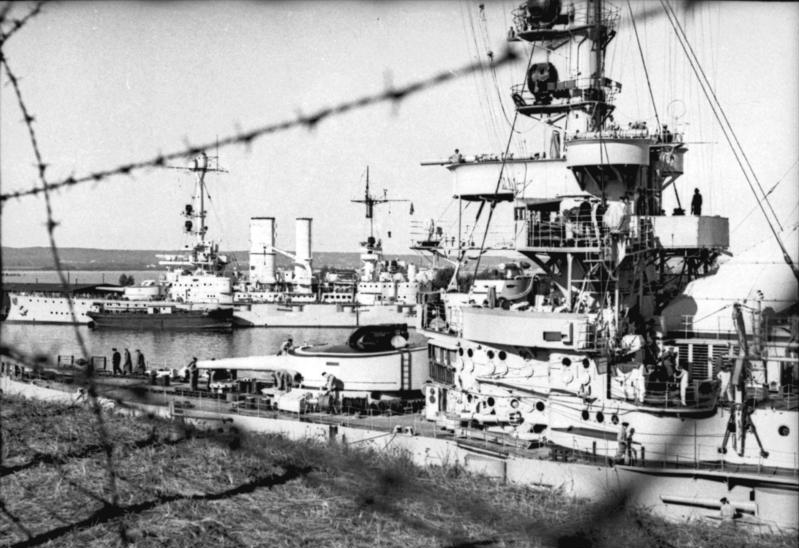
西里西亚号（后）及石勒苏益格-荷尔斯泰因号在占领西盘半岛的港口后

在1939年9月1日德国入侵波兰引发第二次世界大战后，西里西亚号原本一直担任训练舰的角色，直至9月21日至27日期间受命前往炮击海尔和亚斯塔尔尼亚附近的波兰炮兵阵地。行动过后，西里西亚号拆除了其六门150毫米口炮，用于装备至新的水面突袭舰企鹅号。然后它重投训练舰职责，并从1940年1月至3月担任破冰船，供德国U艇操作。4月，在入侵挪威和丹麦的威悉演习行动期间，它又在小带海峡为扫雷艇提供护航。西里西亚号此后恢复了训练职责，然而船员短缺迫使海军在8月2日停用该舰，只留下一名骨干船员在舰上维持该机器运作。1941年1月，它又重新启用，作为破冰船在波罗的海服役，直到3月31日再次在戈滕哈芬退役，此后被用作静止的训练废船，仅保留一名骨干船员。
1941年初，当德国开始准备与苏联开战时，西里西亚号于4月30日重新启用，与石勒苏益格-荷尔斯泰因号一同保护布雷艇在波罗的海地区布下一系列雷区，以阻止苏联的波罗的海舰队试图突围到英国。在德国于6月入侵苏联后，对方舰队并未试图离开港口，因此西里西亚号于10月脱离了保卫雷区的部队。它回到戈滕哈芬并恢复训练职责。冬季的破冰需求则再次促使该舰从1942年1月至4月服役。至1942年4月4日，西里西亚号与战列舰格奈森瑙号和破冰船卡斯托耳号共同返回戈滕哈芬。此后，西里西亚号于1943年和1944年在波罗的海执行的训练任务有限，因为到战争的这个阶段，德国可获得的燃料油供应越来越困难。在此期间，舰上的武器装备几经修改。其中舰桥两侧于1943年安装了一对37毫米高射炮。
西里西亚号的防空武器于1944年初得到大幅加强，当时它增加了两门40毫米炮以及二十门分别采用两具四联装和六具双联装的20毫米炮。进一步的改进于同年晚些时候进行，包括在其舰艛顶部安装四门105毫米高射炮以取代原老旧的88毫米炮，并在舰桥安装了另外两门高射炮取代了被拆除的37毫米炮。轻型高射炮增加到七至十门单座和双座安装的40毫米炮以及十八至二十二门双座和四座安装的20毫米炮（不同来源对于火炮的确切数量表述不一）。西里西亚号还配备了FuMO-25型无线电探测仪和FuMB-6型无线电探测侦察仪，两者都安装在前桅上。
1945年3月15日至21日，西里西亚号从但泽被转移至戈滕哈芬，然后又被转移到索波特，为该地区的德军提供火炮支援。然后，它从索波特运送了逾千名前线伤病到斯维内明德，并在当地补充了弹药。接下来该舰留在港口以炮击正在推进的苏联突击第2集团军。5月2日，它又受命保护连接沃尔加斯特和乌瑟多姆岛的佩内河大桥。5月3日清晨，在驶往格赖夫斯瓦尔德岛以南时，西里西亚号撞上了英国人布设的水雷；爆炸造成两人死亡，并引发严重水浸。它遂由Z-39号驱逐舰拖回斯维内明德，其高射炮在那里可以用来帮助保卫城市。船员们在浅水区凿沉了该舰，这样它就不会被空袭击沉，也不会有倾覆的危险。1949年至1956年间，西里西亚号的残骸在原地被一家东德公司拆解报废。舰体的部分残余至1970年仍然可见。

## 延伸阅读
- Dodson, Aidan; Cant, Serena. . Barnsley: Seaforth Publishing. 2020. ISBN 978-1-5267-4198-1.
- Koop, Gerhard & Schmolke, Klaus-Peter. . Bonn: Bernard & Graefe Verlag. 2001. ISBN 978-3-7637-6211-8.